# Điền kinh tại Thế vận hội Mùa hè 2008
Giải điền kinh tại Thế vận hội Mùa hè 2008 diễn ra từ ngày 15 đến ngày 24 tháng 8 năm 2008 tại sân vận động Quốc gia Bắc Kinh.

## Xếp hạng theo quốc gia
| 1    | Hoa Kỳ (USA)             | 7  | 9  | 7  | 23  |
| 2    | Nga (RUS)                | 6  | 5  | 7  | 18  |
| 3    | Jamaica (JAM)            | 6  | 3  | 2  | 11  |
| 4    | Kenya (KEN)              | 5  | 5  | 4  | 14  |
| 5    | Ethiopia (ETH)           | 4  | 1  | 2  | 7   |
| 6    | Belarus (BLR)            | 1  | 3  | 3  | 7   |
| 7    | Cuba (CUB)               | 1  | 2  | 2  | 5   |
| 8    | Úc (AUS)                 | 1  | 2  | 1  | 4   |
| 8    | Anh Quốc (GBR)           | 1  | 2  | 1  | 4   |
| 10   | Ukraina (UKR)            | 1  | 1  | 3  | 5   |
| 11   | Bỉ (BEL)                 | 1  | 1  | 0  | 2   |
| 11   | Na Uy (NOR)              | 1  | 1  | 0  | 2   |
| 11   | Ba Lan (POL)             | 1  | 1  | 0  | 2   |
| 14   | Ý (ITA)                  | 1  | 0  | 1  | 2   |
| 14   | New Zealand (NZL)        | 1  | 0  | 1  | 2   |
| 16   | Bahrain (BRN)            | 1  | 0  | 0  | 1   |
| 16   | Brasil (BRA)             | 1  | 0  | 0  | 1   |
| 16   | Cameroon (CMR)           | 1  | 0  | 0  | 1   |
| 16   | Cộng hòa Séc (CZE)       | 1  | 0  | 0  | 1   |
| 16   | Estonia (EST)            | 1  | 0  | 0  | 1   |
| 16   | Panama (PAN)             | 1  | 0  | 0  | 1   |
| 16   | Bồ Đào Nha (POR)         | 1  | 0  | 0  | 1   |
| 16   | România (ROU)            | 1  | 0  | 0  | 1   |
| 16   | Slovenia (SLO)           | 1  | 0  | 0  | 1   |
| 25   | Trinidad và Tobago (TRI) | 0  | 2  | 0  | 2   |
| 25   | Thổ Nhĩ Kỳ (TUR)         | 0  | 2  | 0  | 2   |
| 27   | Bahamas (BAH)            | 0  | 1  | 1  | 2   |
| 27   | Maroc (MAR)              | 0  | 1  | 1  | 2   |
| 29   | Croatia (CRO)            | 0  | 1  | 0  | 1   |
| 29   | Ecuador (ECU)            | 0  | 1  | 0  | 1   |
| 29   | Pháp (FRA)               | 0  | 1  | 0  | 1   |
| 29   | Latvia (LAT)             | 0  | 1  | 0  | 1   |
| 29   | Nam Phi (RSA)            | 0  | 1  | 0  | 1   |
| 29   | Sudan (SUD)              | 0  | 1  | 0  | 1   |
| 35   | Trung Quốc (CHN)         | 0  | 0  | 2  | 2   |
| 35   | Nigeria (NGR)            | 0  | 0  | 2  | 2   |
| 37   | Canada (CAN)             | 0  | 0  | 1  | 1   |
| 37   | Phần Lan (FIN)           | 0  | 0  | 1  | 1   |
| 37   | Đức (GER)                | 0  | 0  | 1  | 1   |
| 37   | Hy Lạp (GRE)             | 0  | 0  | 1  | 1   |
| 37   | Nhật Bản (JPN)           | 0  | 0  | 1  | 1   |
| 37   | Litva (LTU)              | 0  | 0  | 1  | 1   |
| Tổng | Tổng                     | 47 | 48 | 46 | 141 |

## Bảng huy chương

### Nam
| Đại hội                       | Vàng | Vàng          | Bạc | Bạc      | Đồng                                                                                    | Đồng     |
| ----------------------------- | --- | ------------- | --- | -------- | --------------------------------------------------------------------------------------- | -------- |
| 100 mét                       | Usain Bolt · Jamaica | 9.69 (WR)     | Richard Thompson · Trinidad và Tobago                                                                                 | 9.89     | Walter Dix · Hoa Kỳ                                                                     | 9.91     |
| 200 mét                       | Usain Bolt · Jamaica | 19.30 (WR)    | Shawn Crawford · Hoa Kỳ                                                                                               | 19.96    | Walter Dix · Hoa Kỳ                                                                     | 19.98    |
| 400 mét                       | LaShawn Merritt · Hoa Kỳ                                                                                                | 43.75         | Jeremy Wariner · Hoa Kỳ                                                                                               | 44.74    | David Neville · Hoa Kỳ                                                                  | 44.80    |
| 800 mét                       | Wilfred Bungei · Kenya                                                                                                  | 1:44.65       | Ismail Ahmed Ismail · Sudan                                                                                           | 1:44.70  | Alfred Kirwa Yego · Kenya                                                               | 1:44.82  |
| 1500 mét                      | Rashid Ramzi · Bahrain                                                                                                  | 3:32.94       | Asbel Kipruto Kiprop · Kenya                                                                                          | 3:33.11  | Nicholas Willis · New Zealand                                                           | 3:34.16  |
| 5000 mét                      | Kenenisa Bekele · Ethiopia                                                                                              | 12:57.82 (OR) | Eliud Kipchoge · Kenya                                                                                                | 13:02.80 | Edwin Cheruiyot Soi · Kenya                                                             | 13:06.22 |
| 10000 mét                     | Kenenisa Bekele · Ethiopia                                                                                              | 27:01.17 (OR) | Sileshi Sihine · Ethiopia                                                                                             | 27:02.77 | Micah Kogo · Kenya                                                                      | 27:04.11 |
| 110 mét vượt rào              | Dayron Robles · Cuba | 12.93         | David Payne · Hoa Kỳ                                                                                                  | 13.17    | David Oliver · Hoa Kỳ                                                                   | 13.18    |
| 400 mét vượt rào              | Angelo Taylor · Hoa Kỳ                                                                                                  | 47.25         | Kerron Clement · Hoa Kỳ                                                                                               | 47.98    | Bershawn Jackson · Hoa Kỳ                                                               | 48.06    |
| 3000 mét vượt chướng ngại vật | Brimin Kiprop Kipruto · Kenya                                                                                           | 8:10.34       | Mahiedine Mekhissi-Benabbad · Pháp                                                                                    | 8:10.49  | Richard Kipkemboi Mateelong · Kenya                                                     | 8:11.01  |
| 4×100 mét tiếp sức            | Jamaica (JAM) · Nesta Carter · Michael Frater · Usain Bolt · Asafa Powell · Dwight Thomas*                              | 37.10 (WR)    | Trinidad và Tobago (TRI) · Keston Bledman · Marc Burns · Emmanuel Callender · Richard Thompson · Aaron Armstrong*     | 38.06    | Nhật Bản (JPN) · Naoki Tsukahara · Shingo Suetsugu · Shinji Takahira · Nobuharu Asahara | 38.15    |
| 4×400 mét tiếp sức            | Hoa Kỳ (USA) · LaShawn Merritt · Angelo Taylor · David Neville · Jeremy Wariner · Kerron Clement* · Reggie Witherspoon* | 2:55.39 (OR)  | Bahamas (BAH) · Andretti Bain · Michael Mathieu · Andrae Williams · Christopher Brown · Avard Moncur* · Ramon Miller* | 2:58.03  | Nga (RUS) · Maksim Dyldin · Vladislav Frolov · Anton Kokorin · Denis Alexeev            | 2:58.06  |
| Marathon                      | Samuel Wanjiru · Kenya                                                                                                  | 2:06:32 (OR)  | Jaouad Gharib · Maroc                                                                                                 | 2:07:16  | Tsegay Kebede · Ethiopia                                                                | 2:10:00  |
| 20 km đi bộ                   | Valeriy Borchin · Nga                                                                                                   | 1:19.01       | Jefferson Pérez · Ecuador                                                                                             | 1:19.15  | Jared Tallent · Úc                                                                      | 1:19.42  |
| 50 km đi bộ                   | Alex Schwazer · Ý | 3:37.09 (OR)  | Jared Tallent · Úc | 3:39.27  | Denis Nizhegorodov · Nga                                                                | 3:40.14  |
| Nhảy cao                      | Andrey Silnov · Nga | 2.36 m        | Germaine Mason · Anh Quốc                                                                                             | 2.34 m   | Yaroslav Rybakov · Nga                                                                  | 2.34 m   |
| Nhảy sào                      | Steven Hooker · Úc | 5.96 m (OR)   | Evgeny Lukyanenko · Nga                                                                                               | 5.85 m   | Denys Yurchenko · Ukraina                                                               | 5.70 m   |
| Nhảy xa                       | Irving Saladino · Panama                                                                                                | 8.34 m        | Khotso Mokoena · Nam Phi                                                                                              | 8.24 m   | Ibrahim Camejo · Cuba                                                                   | 8.20 m   |
| Nhảy ba bước                  | Nelson Évora · Bồ Đào Nha                                                                                               | 17.67 m       | Phillips Idowu · Anh Quốc                                                                                             | 17.62 m  | Leevan Sands · Bahamas                                                                  | 17.59 m  |
| Đẩy tạ                        | Tomasz Majewski · Ba Lan                                                                                                | 21.51 m       | Christian Cantwell · Hoa Kỳ                                                                                           | 21.09 m  | Andrei Mikhnevich · Belarus                                                             | 21.05 m  |
| Ném đĩa                       | Gerd Kanter · Estonia                                                                                                   | 68.82 m       | Piotr Malachowski · Ba Lan                                                                                            | 67.82 m  | Virgilijus Alekna · Litva                                                               | 67.79 m  |
| Ném búa                       | Primož Kozmus · Slovenia                                                                                                | 82.02 m       | Vadim Devyatovskiy · Belarus                                                                                          | 81.61 m  | Ivan Tsikhan · Belarus                                                                  | 81.51 m  |
| Ném lao                       | Andreas Thorkildsen · Na Uy                                                                                             | 90.57 m (OR)  | Ainārs Kovals · Latvia                                                                                                | 86.64 m  | Tero Pitkämäki · Phần Lan                                                               | 86.16 m  |
| Mười môn phối hợp             | Bryan Clay · Hoa Kỳ | 8791          | Andrei Krauchanka · Belarus                                                                                           | 8551     | Leonel Suarez · Cuba                                                                    | 8527     |

* Các vận động viên chỉ tham dự đấu loại nhưng vẫn nhận huy chương

### Nữ
| Nội dung                      | Vàng                                                                                                  | Vàng          | Bạc | Bạc      | Đồng | Đồng     |
| ----------------------------- | --- | ------------- | --- | -------- | --- | -------- |
| 100 mét                       | Shelly-Ann Fraser · Jamaica                                                                           | 10.78         | Sherone Simpson · Jamaica · Kerron Stewart · Jamaica                                                                                | 10.98    | |          |
| 200 mét                       | Veronica Campbell-Brown · Jamaica                                                                     | 21.74         | Allyson Felix · Hoa Kỳ | 21.93    | Kerron Stewart · Jamaica                                                                                       | 22.00    |
| 400 mét                       | Christine Ohuruogu · Anh Quốc                                                                         | 49.62         | Shericka Williams · Jamaica | 49.69    | Sanya Richards · Hoa Kỳ                                                                                        | 49.93    |
| 800 mét                       | Pamela Jelimo · Kenya                                                                                 | 1:54.87       | Janeth Jepkosgei Busienei · Kenya                                                                                                   | 1:56.07  | Hasna Benhassi · Maroc                                                                                         | 1:56.73  |
| 1500 mét                      | Nancy Jebet Lagat · Kenya                                                                             | 4:00.23       | Iryna Lishchynska · Ukraina | 4:01.63  | Nataliya Tobias · Ukraina                                                                                      | 4:01.78  |
| 5000 mét                      | Tirunesh Dibaba · Ethiopia                                                                            | 15:41.40      | Elvan Abeylegesse · Thổ Nhĩ Kỳ | 15:42.74 | Meseret Defar · Ethiopia                                                                                       | 15:44.12 |
| 10000 mét                     | Tirunesh Dibaba · Ethiopia                                                                            | 29:54.66 (OR) | Elvan Abeylegesse · Thổ Nhĩ Kỳ | 29:56.34 | Shalane Flanagan · Hoa Kỳ                                                                                      | 30:22.22 |
| 100 mét vượt rào              | Dawn Harper · Hoa Kỳ                                                                                  | 12.54         | Sally McLellan · Úc | 12.64    | Priscilla Lopes-Schliep · Canada                                                                               | 12.64    |
| 400 mét vượt rào              | Melaine Walker · Jamaica                                                                              | 52.64 (OR)    | Sheena Tosta · Hoa Kỳ | 53.70    | Tasha Danvers · Anh Quốc                                                                                       | 53.84    |
| 3000 mét vượt chướng ngại vật | Gulnara Galkina-Samitova · Nga                                                                        | 8:58.81 (WR)  | Eunice Jepkorir · Kenya | 9:07.41  | Yekaterina Volkova · Nga                                                                                       | 9:07.64  |
| 4×100 mét tiếp sức            | Nga (RUS) · Evgeniya Polyakova · Aleksandra Fedoriva · Yulia Gushchina · Yuliya Chermoshanskaya       | 42.31         | Bỉ (BEL) · Olivia Borlee · Hanna Marien · Elodie Ouedraogo · Kim Gevaert                                                            | 42.54    | Nigeria (NGR) · Franca Idoko · Gloria Kemasuode · Halimat Ismaila · Oludamola Osayomi · Agnes Osazuwa*         | 43.04    |
| 4×400 mét tiếp sức            | Hoa Kỳ (USA) · Mary Wineberg · Allyson Felix · Monique Henderson · Sanya Richards · Natasha Hastings* | 3:18.54       | Nga (RUS) · Yulia Gushchina · Liudmila Litvinova · Tatiana Firova · Anastasia Kapachinskaya · Elena Migunova* · Tatyana Veshkurova* | 3:18.82  | Jamaica (JAM) · Shericka Williams · Shereefa Lloyd · Rosemarie Whyte · Novelene Williams · Bobby-Gaye Wilkins* | 3:20.40  |
| Marathon                      | Constantina Diṭă-Tomescu · România                                                                    | 2:26:44       | Catherine Ndereba · Kenya | 2:27:06  | Zhou Chunxiu · Trung Quốc                                                                                      | 2:27:07  |
| 20 km đi bộ                   | Olga Kaniskina · Nga                                                                                  | 1:26:31 (OR)  | Kjersti Tysse Plätzer · Na Uy | 1:27:07  | Elisa Rigaudo · Ý                                                                                              | 1:27:12  |
| Nhảy cao                      | Tia Hellebaut · Bỉ                                                                                    | 2.05 m        | Blanka Vlašić · Croatia | 2.05 m   | Anna Chicherova · Nga                                                                                          | 2.03 m   |
| Nhảy sào                      | Yelena Isinbayeva · Nga                                                                               | 5.05 m (WR)   | Jennifer Stuczynski · Hoa Kỳ | 4.80 m   | Svetlana Feofanova · Nga                                                                                       | 4.75 m   |
| Nhảy xa                       | Maurren Maggi · Brasil                                                                                | 7.04 m        | Tatyana Lebedeva · Nga | 7.03 m   | Blessing Okagbare · Nigeria                                                                                    | 6.91 m   |
| Nhảy ba bước                  | Françoise Mbango Etone · Cameroon                                                                     | 15.39 m (OR)  | Tatyana Lebedeva · Nga | 15.32 m  | Hrysopiyi Devetzi · Hy Lạp                                                                                     | 15.23 m  |
| Đẩy tạ                        | Valerie Vili · New Zealand                                                                            | 20.56 m       | Natallia Mikhnevich · Belarus | 20.28 m  | Nadzeya Astapchuk · Belarus                                                                                    | 19.86 m  |
| Ném đĩa                       | Stephanie Brown Trafton · Hoa Kỳ                                                                      | 64.74 m       | Yarelis Barrios · Cuba | 63.64 m  | Olena Antonova · Ukraina                                                                                       | 62.59 m  |
| Ném búa                       | Aksana Miankova · Belarus                                                                             | 76.31 m (OR)  | Yipsi Moreno · Cuba | 75.20 m  | Zhang Wenxiu · Trung Quốc                                                                                      | 74.32 m  |
| Ném lao                       | Barbora Špotáková · Cộng hòa Séc                                                                      | 71.42 m       | Mariya Abakumova · Nga | 70.78 m  | Christina Obergföll · Đức                                                                                      | 66.13 m  |
| Bảy môn phối hợp              | Natalya Dobrynska · Ukraina                                                                           | 6733          | Hyleas Fountain · Hoa Kỳ | 6619     | Tatyana Chernova · Nga                                                                                         | 6591     |

* Các vận động viên chỉ tham dự đấu loại nhưng vẫn nhận huy chương
Vận động viên người Ukraina Lyudmila Blonska bị tước huy chương bạc nội dung bảy môn phối hợp nữ vì bị phát hiện dương tính với chất metyltestosteron.